# Andreas Kalvos

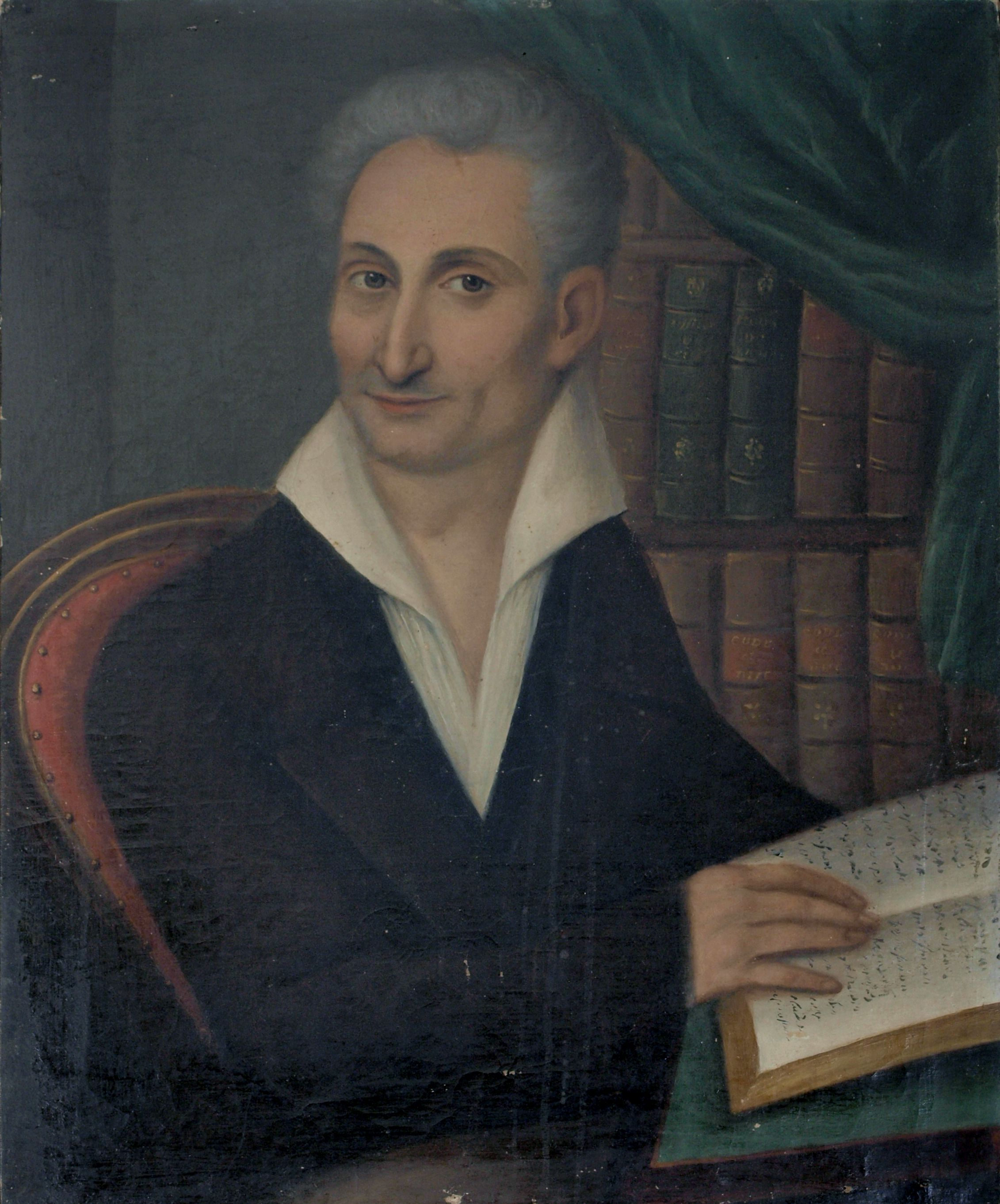
Das einzige Porträt von Kalvos

Andreas Kalvos (auch Kalbos oder Kalwos, griechisch Ανδρέας Κάλβος, * 1792 auf Zakynthos; † 3. November 1869 in Louth, Lincolnshire) war ein griechischer Schriftsteller des 19. Jahrhunderts.

## Leben
Kalvos wurde als Sohn einer verarmten Aristokratin auf Zakynthos geboren, das damals noch unter venezianischer Herrschaft stand. Als er zehn Jahre alt war, zog sein Vater mit ihm und seinem Bruder nach Livorno, wo sich zu dieser Zeit eine große griechische Gemeinde befand. Kalvos wurde italienisch ausgebildet und konnte in dieser Sprache besser schreiben als im Griechischen.
Im Jahr 1808 traf Andreas Kalvos in Livorno auf den späteren Politiker Andreas Louriotis, mit dem ihn eine enge Freundschaft verband. Diese knickte jedoch 1825 ein, als Kalvos in einem Brief, nachdem er keine Antwort von Louriotis erhalten hatte, auf Italienisch melancholisch erklärte: „[...] dass der Louriotis von 1808 nicht der von 1825 ist“. Trotz dieser Distanz betonte Kalvos weiterhin den Wert der Freundschaft und versuchte, die Beziehung zu retten.
Als er 20 war, starb sein Vater und er traf den italienischen Dichter Ugo Foscolo in Florenz und wurde zu seinem Privatsekretär und Begleiter. Kalvos wurde von Foscolo stark beeinflusst und übernahm dessen Zuwendung zum Klassizismus ebenso wie dessen liberale politische Positionen. Er schrieb drei Tragödien, die klassische griechische Themen behandelten, Theramenes, Danaides und Hippias.
Im Juni 1816 reiste Kalvos zu Foscolo in die Schweiz und darauf mit ihm zusammen nach London, wo sie sich zerstritten und trennten. 1819 heiratete Kalvos die Engländerin Marie Therese Thomas, die bald darauf starb. Er kehrte nach Florenz zurück, wo er sich den Carbonari anschloss und deswegen ausgewiesen wurde. Daraufhin ließ er sich 1821 in Genf nieder, von wo er 1824 nach Paris weiterzog. 1824 veröffentlichte er zehn patriotische Oden unter dem Namen Lyra, im Jahr 1826 einen weiteren Band mit zehn Oden mit dem Titel Lyrisches. In seinen Oden behandelte er den Kampf der Griechen gegen die Osmanen. 1826 ließ er sich auf Korfu nieder, wo er die nächsten 26 Jahre als Lehrer für Philosophie und italienische Literatur an der Ionischen Akademie lebte. Als Dichter sollte er nichts mehr veröffentlichen.
Kalvos begann sich schwarz zu kleiden und seine Möbel schwarz zu streichen. Der Kreis um Dionysios Solomos nahm keine Notiz von Kalvos, und er lag mit vielen Literaten im Streit. 1852 kehrte er nach England zurück, wo er die zwanzig Jahre jüngere Charlotte Augusta Wadams heiratete und mit ihr zusammen in Lincolnshire eine Mädchenschule leitete. Er starb am 3. November 1869. Sein Werk war in Vergessenheit geraten und wurde später unter anderem von Kostis Palamas wiederentdeckt. Gedichte von ihm sind ins Französische, Spanische und Italienische übersetzt worden.
1960 wurde sein Leichnam nach Zakynthos überführt.

## Werke (Auswahl)
Griechisch
- Elpis Patridos (1819)
- Andrea Kalvou ōdai, 1-20. hermēneutikē ekdosē. Vivliopōleion tēs Hestias I. D. Kollarou, Athen 1976.
- Ανδρέα Κάλβου Ωδαί. Κριτική έκδοση: Filippo Maria Pontani, εισαγωγή: Κωνσταντίνος Θησέως Δημαράς, γλωσσάριο: Anna Gentilini. Ikaros, Athen, 1988.
- Odi (Oden). Università di Palermo, Istituto di filologia greca, Palermo 1988.
- Hapanta. Ekdoseis „Keryneia“, Leukos 1988, ISBN 9963-7658-6-6.
- Ē Iōnias. Synecheia, Athen 1992, ISBN 960-7196-03-1.

Italienisch
- Giorgio Zoras (Hrsg.): Andrea Calbo. Opere italiane: Teramene, Le Danaidi e scritti minori. Rom 1938.
- Mario Vitti (Hrsg.): A. Kalvos e i suoi scritti in italiano: Ippia, Teramene, Le stagioni dell'abate Meli, Le Danaidi e Pagine sparse. Napoli 1960.